# Bowling Green Bay National Park
Bowling Green Bay National Park är en park i Australien. Den ligger i delstaten Queensland, omkring 1 100 kilometer nordväst om delstatshuvudstaden Brisbane. Bowling Green Bay National Park ligger 4 meter över havet.
Runt Bowling Green Bay National Park är det mycket glesbefolkat, med 4 invånare per kvadratkilometer..
Omgivningarna runt Bowling Green Bay National Park är huvudsakligen savann. Savannklimat råder i trakten. Genomsnittlig årsnederbörd är 1 014 millimeter. Den regnigaste månaden är mars, med i genomsnitt 238 mm nederbörd, och den torraste är september, med 1 mm nederbörd.